# غوسنيل
غوسنيل (بالإنجليزية: Gosnell, Arkansas)‏ هي مدينة تقع في مقاطعة ميسيسيبي، أركنسو بولاية أركنساس في الولايات المتحدة. تبلغ مساحة هذه المدينة 4.3 (كم²)، وترتفع عن سطح البحر 76 م، بلغ عدد سكانها 3548 نسمة في عام 2010 حسب إحصاء مكتب تعداد الولايات المتحدة.

## التركيبة السكانية
حدّد مكتب تعداد الولايات المتحدة بيانات التركيبة السكانية لغوسنيل في تعداد الولايات المتحدة. في ما يلي، التركيبة السكانية حسب تعدادي 2000 و2010.

### تعداد عام 2000
بلغ عدد سكان غوسنيل 3,968 نسمة بحسب تعداد عام 2000، وبلغ عدد الأسر 1,369 أسرة وعدد العائلات 1,075 عائلة مقيمة في المدينة. في حين سجلت الكثافة السكانية 918.5 نسمة لكل كيلومتر مربع (2,378.9/ميل2). وبلغ عدد الوحدات السكنية 1,578 وحدة بمتوسط كثافة قدره 365.3 لكل كيلومتر مربع (946.1/ميل2).
وتوزع التركيب العرقي للمدينة بنسبة 80.12% من البيض و15.15% من الأمريكيين الأفارقة و0.43% من الأمريكيين الأصليين و1.01% من الأمريكيين ذوي الأصول الآسيوية و1.86% من الأعراق الأخرى و1.44% من عرقين مختلطين أو أكثر و3.45% من الهسبانيون أو اللاتينيون من أي عرق.
بلغ عدد الأسر 1,369 أسرة كانت نسبة 53.1% منها لديها أطفال تحت سن الثامنة عشر تعيش معهم، وبلغت نسبة الأزواج القاطنين مع بعضهم البعض 54.9% من أصل المجموع الكلي للأسر، ونسبة 18.4% من الأسر كان لديها معيلات من الإناث دون وجود شريك،  بينما كانت نسبة 5.2% من الأسر لديها معيلون من الذكور دون وجود شريكة وكانت نسبة 21.5% من غير العائلات. تألفت نسبة 17.5% من أصل جميع الأسر من عدة أفراد يعيشون في نفس المنزل ونسبة 4.1% كانت تتألف من شخص يعيش بمفرده يبلغ من العمر 65 عاماً أو أكثر. وبلغ متوسط حجم الأسرة المعيشية 2.90، أما متوسط حجم العائلات فبلغ 3.29.
بلغ العمر الوسطي للسكان 27.7 عاماً. وكانت نسبة 34.9% من القاطنين تحت سن الثامنة عشر، وكانت نسبة 10.8% بين الثامنة عشر والرابعة والعشرين عاماً، ونسبة 32% كانت واقعةً في الفئة العمرية ما بين الخامسة والعشرين والرابعة والأربعين عاماً، ونسبة 17.5% كانت ما بين الخامسة والأربعين والرابعة والستين، ونسبة 4.8% كانت ضمن فئة الخامسة والستين عاماً فما فوق. يوجد لكل 100 أنثى 96.7 ذكر، ويوجد لكل 100 أنثى في الثامنة عشر من عمرها فما فوق 92.1 ذكر.
بلغ متوسط دخل الأسرة في المدينة 31,423 دولارًا، أما متوسط دخل العائلة فبلغ 37,176 دولارًا. وكان متوسط دخل الذكور 30,995 دولارًا مقابل 17,625 دولارًا للإناث. وسجل دخل الفرد الخاص بالمدينة 13,371 دولارًا. وكانت نسبة 15.5% من العائلات ونسبة 17.1% من السكان تحت خط الفقر، وكان من هؤلاء نسبة 17.2% تحت سن الثامنة عشر ونسبة 31.4% في الخامسة والستين من العمر وما فوق.

### تعداد عام 2010
بلغ عدد سكان غوسنيل 3,548 نسمة بحسب تعداد عام 2010، وبلغ عدد الأسر 1,238 أسرة وعدد العائلات 951 عائلة مقيمة في المدينة. في حين سجلت الكثافة السكانية 821.3 نسمة لكل كيلومتر مربع (2,127.2/ميل2). وبلغ عدد الوحدات السكنية 1,387 وحدة بمتوسط كثافة قدره 321.1 لكل كيلومتر مربع (831.6/ميل2).
وتوزع التركيب العرقي للمدينة بنسبة 72.86% من البيض و22.01% من الأمريكيين الأفارقة و0.42% من الأمريكيين الأصليين و0.99% من الأمريكيين ذوي الأصول الآسيوية و1.61% من الأعراق الأخرى و2.11% من عرقين مختلطين أو أكثر و3.49% من الهسبانيون أو اللاتينيون من أي عرق.
بلغ عدد الأسر 1,238 أسرة كانت نسبة 48.5% منها لديها أطفال تحت سن الثامنة عشر تعيش معهم، وبلغت نسبة الأزواج القاطنين مع بعضهم البعض 45.9% من أصل المجموع الكلي للأسر، ونسبة 23.2% من الأسر كان لديها معيلات من الإناث دون وجود شريك،  بينما كانت نسبة 7.8% من الأسر لديها معيلون من الذكور دون وجود شريكة وكانت نسبة 23.2% من غير العائلات. تألفت نسبة 19.2% من أصل جميع الأسر من عدة أفراد يعيشون في نفس المنزل ونسبة 4.8% كانت تتألف من شخص يعيش بمفرده يبلغ من العمر 65 عاماً أو أكثر. وبلغ متوسط حجم الأسرة المعيشية 2.87، أما متوسط حجم العائلات فبلغ 3.26.
بلغ العمر الوسطي للسكان 29.7 عاماً. وكانت نسبة 34% من القاطنين تحت سن الثامنة عشر، وكانت نسبة 8.7% بين الثامنة عشر والرابعة والعشرين عاماً، ونسبة 28.7% كانت واقعةً في الفئة العمرية ما بين الخامسة والعشرين والرابعة والأربعين عاماً، ونسبة 22.1% كانت ما بين الخامسة والأربعين والرابعة والستين، ونسبة 6.5% كانت ضمن فئة الخامسة والستين عاماً فما فوق. وتوزع التركيب الجنسي للسكان بنسبة 48.5% ذكور و51.5% إناث.

## وصلات خارجية
- The US50 - Cities and Towns in Arkansas State
- 2012 United States Census Estimate